# 숲비둘기
숲비둘기(Wood Pigeon)는 동부 유럽에서 여름을 보내고 겨울에는 남유럽으로 날아가는 유럽의 철새이다.

## 생태
동유럽에서 가장 빨리 둥지를 트는 개체는 4월부터 7월까지 번식을 한다. 동유럽의 개체는 주로 러시아의 상트페테르부르크, 벨라루스 지역에서 여름을 보내며 러시아령 칼리닌그라드, 리투아니아, 라트비아 지역에서도 여름을 보내는데 특히 리투아니아의 숲비둘기 개체는 다른 개체들보다 오래 동유럽에 머문다. 알은 산란과 동시에 15~ 17일가량 암수가 번갈아 가면서 품는데 이때 실패할 경우 종종 다시 새끼를 낳아 기르기도 한다. 이렇게 나온 새끼는 23 ~ 28일 정도의 시간을 둥지에서 보내고 독립한다. 숲비둘기의 육추성공률은 조건에 따라 다른데, 야지에 사는 개체의 경우 많은 알과 새끼가 천적의 먹잇감이 되기 때문에 실패율이 최대 65%인 반면 도시에 둥지를 트는 개체는 20% 이하로 낮다. 알이나 새끼의 주된 천적은 큰까마귀, 송장까마귀, 까치와 같은 까마귀과 조류가 주를 이루며 다 큰 숲비둘기에게는 참매, 유럽소나무담비, 북방족제비, 청서 그리고 집고양이가 주된 천적이다.